# Latronister rugosus
Latronister rugosus är en skalbaggsart som beskrevs av August Reichensperger 1932. Latronister rugosus ingår i släktet Latronister och familjen stumpbaggar. Inga underarter finns listade i Catalogue of Life.